# سیارک ۲۲۱۵۷
سیارک ۲۲۱۵۷ (به انگلیسی: 22157 Bryanhoran، نامگذاری:2000WQ99) بیست و دو هزار و صد و پنجاه و هفتمین سیارک کشف شده‌است که در ۲۱ نوامبر ۲۰۰۰ کشف شد.
قدر مطلق سیارک برابر ۱۷.۸ است.